# Narciso (film)
Pour les articles homonymes, voir Narciso.
Narciso est un film espagnol réalisé par Adolfo Arrieta, sorti en 2003.

## Synopsis
Variation autour du mythe de Narcisse.

## Fiche technique
- Titre espagnol : Eco y Narciso
- Réalisateur : Adolfo Arrieta
- Scénario : Adolfo Arrieta, d'après Ovide
- Photographie : Angel Luis Fernandez
- Montage : Adolfo Arrieta
- Production : Adolfo Arrieta
- Durée : 27 min
- Format : court métrage - Couleur
- Pays :  Espagne
- Date de sortie :  France 2003

## Distribution
- Sylvia Riolobos
- Enrique Sara Sola
- Julio Montejo
- Stefan Weinert
- Regina Degiorgis
- Carlos Marrero